# Accademia nazionale di San Luca
L'Accademia nazionale di San Luca è un'associazione di artisti di Roma, fondata nel 1593 da Federico Zuccari, che ne fu anche primo direttore (Principe), con il presupposto di elevare il lavoro degli artisti al di sopra del semplice artigianato.

## Storia

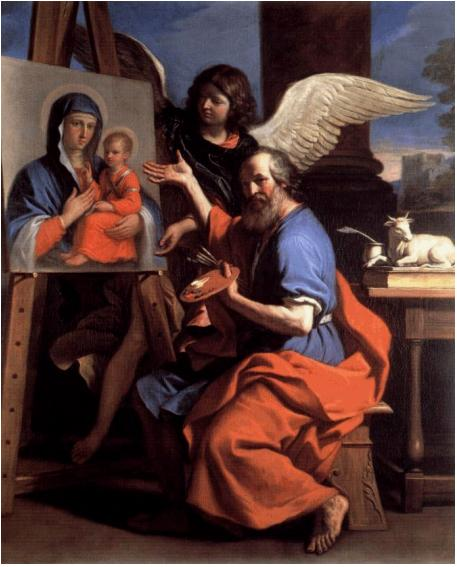
Giovanni Francesco Barbieri detto il Guercino, San Luca evangelista mostra il ritratto della Vergine, 1653. Olio su tela, 220.98 x 180.34 cm. Kansas City (MO), The Nelson-Atkins Museum of Art.

Durante i primi anni di vita, l'associazione finì nell'orbita del patronato papale, che dominò e controllò l'istituzione. L'accademia venne intitolata nei primi del '600 all'evangelista Luca dopo la sua nomina a protettore di tutti i pittori. Secondo la leggenda, infatti, Luca fu l'autore del primo ritratto della Vergine Maria.
Prima di questa istituzione gli artisti facevano riferimento all'antichissima Università dei Pittori, Miniatori e Ricamatori, corporazione di mestiere i cui statuti e privilegi vennero rinnovati sotto Papa Sisto IV il 17 dicembre 1478: tra i fondatori della nuova corporazione va annoverato il celebre Melozzo da Forlì, nella sua qualità di pictor papalis.
Il passaggio da "Universitas" ad "Accademia delle Arti della Pittura, della Scultura e del Disegno" avvenne per iniziativa del pittore Girolamo Muziano e fu sancito ufficialmente nel 1577 da Gregorio XIII, ma l'effettiva trasformazione dalla vecchia alla nuova istituzione fu graduale. Ad esempio, il trasferimento dalla vecchia sede della chiesa di San Luca (demolita nel 1585) ad un palazzetto in Via Bonella, accanto alla chiesa dei Santi Luca e Martina al Foro Romano, fu concesso da Sisto V solo nel 1588. Di fatto, la "fondazione" ufficiale dell'Accademia si ebbe ancora dopo, nel 1593, ad opera di Federico Zuccari, che ne fu formalmente il primo Principe.
Nel 1605, papa Paolo V concesse all'istituzione il giorno della festa di San Luca il diritto di concedere la grazia a tutti i condannati scelti dai membri dell'accademia. Nel 1620, Urbano VIII concesse il diritto all'Accademia di San Luca di stabilire chi poteva esser considerato "artista" a Roma e tredici anni più tardi, nel 1633, le diede la capacità di poter tassare tutti gli artisti ed il monopolio su tutte le commissioni pubbliche dello Stato Pontificio. L'accademia entrò sotto l'alto patronato del nipote del Papa, il cardinal Francesco Barberini, Sr.

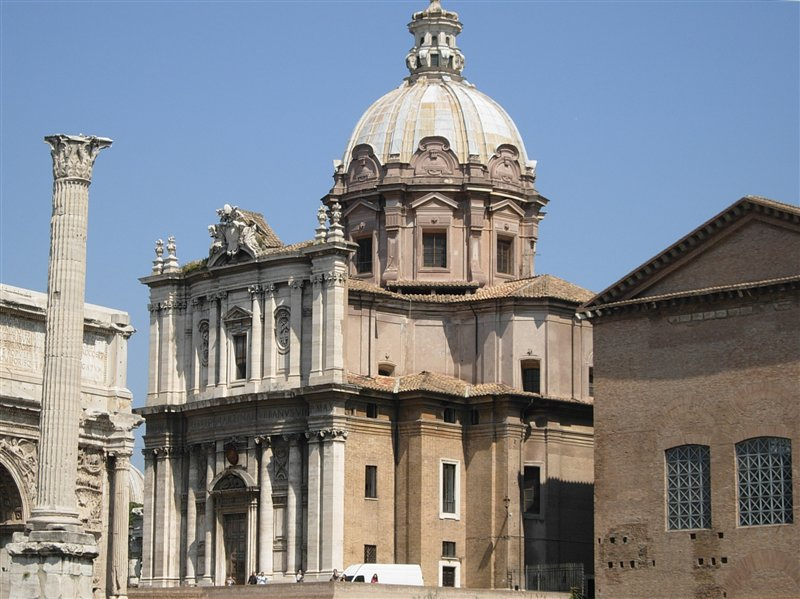
Chiesa dei Santi Luca e Martina. Accanto alla chiesa fino al 1934 era situata la storica sede dell'accademia

Nel corso degli anni l'autorità papale prese sempre più il controllo dell'istituzione. L'accademia aveva lo scopo secondo molti critici moderni di dare un'alta educazione agli artisti ma allo stesso tempo di esercitare su di loro il controllo diretto della Chiesa. I Principi dell'Accademia di San Luca, erano eminenti personalità artistiche elette dal corpo accademico, tra coloro che ricoprirono questa carica ci furono personalità illustri del mondo dell'arte come Gian Lorenzo Bernini o Domenichino. Nonostante tutto molti importanti artisti rimasero al di fuori di questa istituzione e non vennero mai ammessi nel circuito dell'accademia. Nel corso degli anni per questo motivo nacquero a Roma scuole di artisti alternative all'accademia, che si opponevano al modo di concepire l'arte da parte di questa istituzione ufficiale, una delle più famose fu la Scuola dei bamboccianti.
Dopo l'elezione a Principe di Antonio Canova, carica che divenne "a vita" con il titolo di Principe perpetuo nel 1814, si abbandonò tale titolo per adottare al suo posto la carica di Presidente.
Nel 1825 l'accademia si trasferì alla Sapienza, dove rimase fino al 1845, quando si trasferì nel palazzo camerale, fatto realizzare appositamente da Gregorio XVI. Nel 1874 tornò nella storica sede di via Bonella.
Dopo l'Unità d'Italia e l'annessione di Roma all'Italia nel 1870, nel 1872 si trasformò in "Accademia Reale di San Luca" e, dopo l'istituzione della Repubblica, nel 1948 divenne "Accademia Nazionale di San Luca".
A causa della costruzione di Via dell'Impero, la storica sede dell'accademia in via Bonella venne demolita e nel 1934 l'istituzione si trasferì a Palazzo Carpegna.

### L'emblema dell'Accademia
Nel 1705 venne adottato dall'accademia lo stemma che ancora oggi la caratterizza. È un triangolo equilatero formato da tre strumenti caratteristici delle tre arti principali praticate all'interno dell'istituzione: il pennello per la pittura, lo scalpello per la scultura e il compasso per l'architettura. L'emblema è coronato da un cartiglio in cui compaiono le lettere di un motto di Orazio: aequa potestas, cioè la pari dignità che queste arti hanno fra loro. A partire dal 1934 questo stemma venne affiancato da uno nuovo, rappresentante San Luca mentre ritrae la Vergine.

### L'Accademia oggi

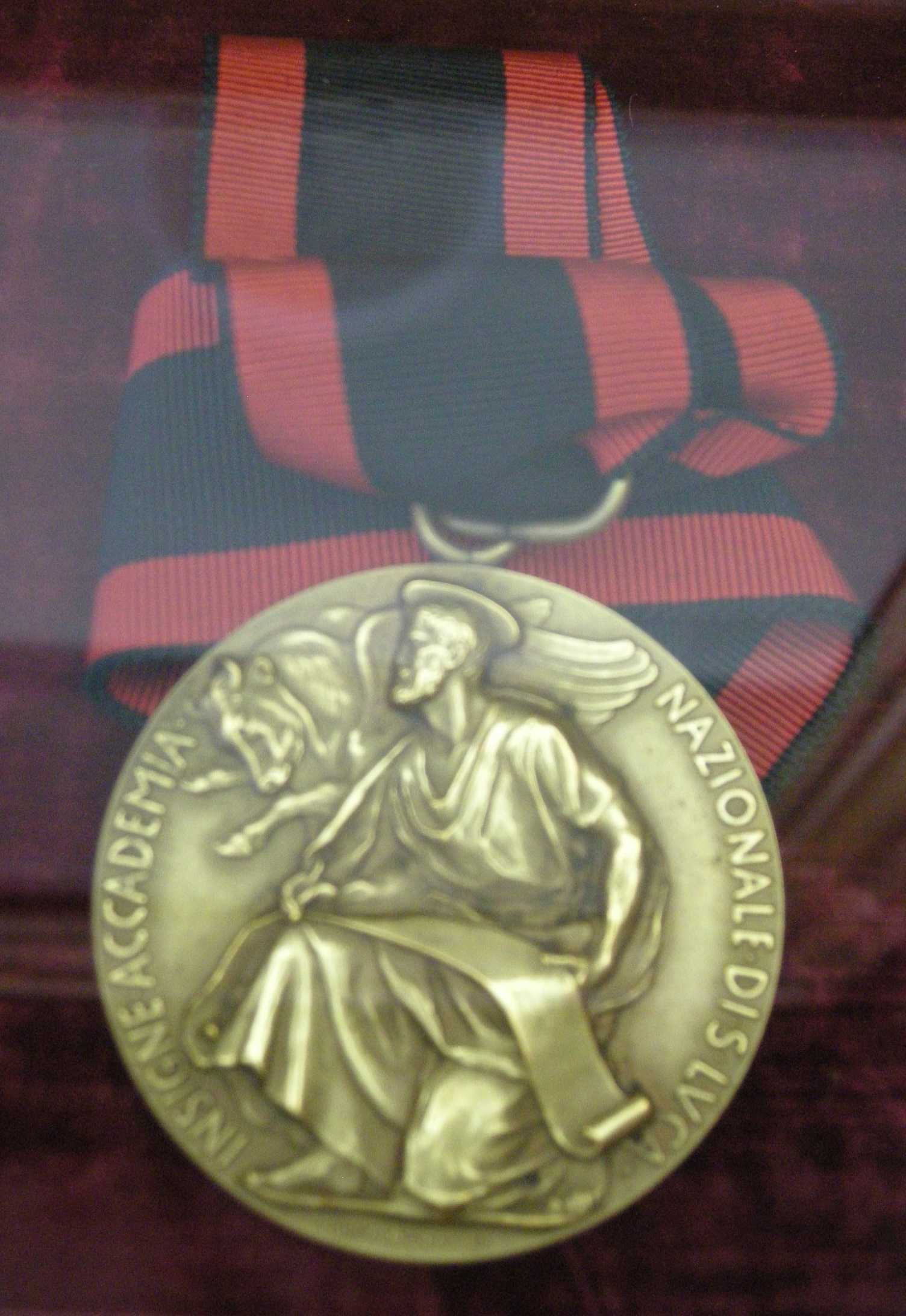
Medaglia dell'Accademia Nazionale di San Luca di Rodolfo Siviero.

L'Accademia di San Luca è tuttora in attività. Secondo lo statuto, ogni artista membro è tenuto a donare una sua opera all'istituzione per perpetuare la propria memoria ai posteri. Le opere donate dai vari membri che si sono susseguiti negli anni, fin dalla fondazione, sono conservate nel Museo dell'Accademia, situato all'interno di Palazzo Carpegna, piazza dell'Accademia di San Luca, 77 nei pressi della Fontana di Trevi, e formano una collezione unica di sculture e di dipinti.

### Il NAM (Nuovo Archivio Multimediale)
A partire dal 2012, l'Accademia di San Luca si è dotata dello strumento del NAM (Nuovo Archivio Multimediale), un portale web, attraverso il quale è possibile consultare la documentazione video e fotografica delle attività promosse dall'Accademia.

## Opere principali
Baciccio
- Ritratto di Clemente XI

Federico Barocci
- Riposo in Egitto

Jacopo Bassano
- Annunzio ai pastori

Leandro Bassano
- Ritratto di Sebastiano Fuginelli, 1610

Marco Benefial
- Ritratto di Pierre Subleyras, 1740-1745

Paris Bordone
- Seduzione

Agnolo Bronzino
- San Bartolomeo, 1555
- Sant'Andrea, 1555

Vincenzo Camuccini
- Manio Curio Dentato rifiuta i doni dei Sanniti

Canaletto
- Veduta prospettica

Antonio Canova
- Busto di Napoleone

Viviano Codazzi
- Roma, il Campo Vaccino nei pressi del Colle Capitolino, 1630 circa

Cavalier d’Arpino
- Cattura di Cristo
- Perseo e Andromeda

Pietro da Cortona
- Copia della Galatea di Raffaello

Lorenzo di Credi
- Annunciazione

Lavinia Fontana
- Autoritratto con il clavicembalo, 1577

Fra Galgario
- Ritratto di pittore

Luca Giordano
- Democrito, 1650

Francesco di Giorgio Martini
- Madonna con Bambino

Guercino
- Venere e Amore
- Sant’Andrea Apostolo

Giovanni Antonio Guardi
- Crasso saccheggia il Tempio di Gerusalemme

Francesco Hayez
- Atleta trionfante, 1813

John Jackson
- Ritratto di Antonio Canova, 1819

Carlo Maratta
- Giaele e Sisara

Palma il Giovane
- Susanna al bagno

Giovanni Paolo Pannini
- Rovine romane

Giovanni Battista Piazzetta
- Giuditta e Oloferne

Nicolas Poussin
- Trionfo di Bacco (da Tiziano)

Raffaello
- Putto reggifestone
- Madonna con San Luca

Guido Reni
- L’amore che scherza
- Bacco e Arianna
- Addolorata

Salvator Rosa
- Paesaggio
- Teste di gatti

Peter Paul Rubens
- Ninfe che incoronano l'Abbondanza

Pitocchetto
- Ritratto di gentiluomo

Giulio Aristide Sartorio
- Monte Circello

Tiziano
- Ritratto di Ippolito Riminaldi, 1528 circa
- S. Girolamo (attr. bottega)

Antoon Van Dyck
- Vergine con il Bambino e due angeli musicanti

Caspar van Wittel
- Porto di Ripa Grande
- Veduta di Tivoli

Marcello Venusti
- Deposizione

Federico Zuccari
- Autoritratto

## Il Corpo accademico
L'Accademia è strutturata nelle tre classi di:
- pittura,
- scultura,
- architettura.

Il Corpo Accademico è formato da:
- 90 Accademici Nazionali (30 Pittori, 30 Scultori, 30 Architetti),
- 30 Accademici Stranieri (10 Pittori, 10 Scultori, 10 Architetti),
- 36 Accademici Cultori (gli studiosi dell'arte e dell'architettura di ogni nazionalità, venuti in particolare fama),
- 24 Accademici Benemeriti (persone di ogni nazionalità, che si sono eccezionalmente distinte verso le arti e verso l'Accademia).

## Principi
Fra i più importanti Principi dell'Accademia di San Luca, si possono ricordare:
- Federico Zuccari, primo principe	1593
- Tommaso Laureti,	1595
- Giovanni De Vecchi,	1596
- Cesare Nebbia,	1597
- Durante Alberti,	1598
- Flaminio Vacca,	1599
- Cavalier d'Arpino, 1600, 1616, 1629
- Girolamo Massei,	1603
- Pietro Bernini,	1605,	1606
- Paolo Guidotti,	1607,	1620
- Gaspare Celio,	1609
- Cherubino Alberti,	1611-1613
- Ottavio Leoni,	1614-1615,	1627
- Giovanni Baglione,	1617-1619
- Gian Lorenzo Bernini, 1621,	1630
- Agostino Ciampelli,	1623
- Antiveduto Gramatica,	1624
- Simon Vouet,	1624-1627
- Baldassare Croce,	1628
- Domenichino,	1629
- Giovanni Lanfranco,	1631, 1632
- Francesco Mochi,	1633
- Pietro da Cortona,	1634-1636
- Alessandro Turchi, 1637,	1638
- Giovanni Francesco Romanelli,	1639
- Alessandro Algardi,	1640
- Girolamo Rainaldi,	1641-1643
- Niccolò Menghini,	1645-1647
- Giovanni Battista Soria,	1648-1650
- Luigi Gentile da Bruxelles,	1651-1653
- Pietro Martire Neri,	1654
- Bernardino Gagliardi,	1655-1658
- Nicolas Poussin,		1657 (rifiuta)
- Raffaello Vanni,	1658-1660
- Gaspare Morone,	1661
- Pier Francesco Mola,	1662, 1663
- Carlo Maratta,	1664-1665, 1699, 1706-1713
- Giovanni Francesco Grimaldi	1666
- Melchiorre Cafà, 1667 (rinuncia)
- Orfeo Boselli,	1667
- Pietro del Pò
- Giacinto Brandi	1669, 1684
- Domenico Guidi,	1670,	1675
- Giovanni Maria Morandi,	1671, 1680, 1685
- Charles Errard,	1672,	1678
- Carlo Rainaldi,	1673
- Giovan Battista Gaulli,	1674
- Carlo Cesi,	1675
- Charles Le Brun,	1676-1677
- Lazzaro Baldi,	1679
- Mattia de Rossi,	1681,	1693
- Luigi Garzi,	1682
- Giovan Battista Contini,	1683,	1719
- Filippo Lauri,	1686 (rinuncia)
- Carlo Fontana,	1686,	1694
- Ludovico Gimignani,	1688
- Carlo Buratti,		1697
- Giovan Battista Boncori,	1698
- Charles-François Poerson,	1714,	1718
- Benedetto Luti,	1720
- Giuseppe Bartolomeo Chiari,	1723-1725
- Antonio Valeri,	1726
- Camillo Rusconi,	1727,	1728
- Sebastiano Conca,	1729,	1739
- Girolamo Teodoldi,	1734,	1742
- Agostino Masucci,	1736-1738
- Jean-François de Troy,	1744
- Giovanni Battista Maini,	1746, 1747
- Tommaso de Marchis,	1748
- Francesco Mancini,	1750-1751
- Filippo della Valle,	1752, 1760-1761
- Ferdinando Fuga,	1753-1754
- Giovanni Paolo Pannini,	1755
- Pietro Bracci,	1756
- Clemente Orlandi,	1757
- Placido Costanzi,	1758
- Mauro Fontana,	1762
- Francisco Preciado de la Vega,	1764-1766, 1777-1778
- Andrea Bergondi,	1767,	1779-1780
- Anton Raphael Mengs,	1771-1772
- Carlo Marchionni,	1773
- Ferdinando Raggi,	1781
- Anton von Maron,	1784
- Agostino Penna,	1787-1789
- Antonio Asprucci,	1790
- Tommaso Conca,	1793
- Vincenzo Pacetti,	1796,	1800,	1801
- Andrea Vici,	1802
- Vincenzo Camuccini,	1806-1810
- Antonio Canova,	1811 (principe perpetuo dal 1814 al 1822)

## Presidenti
Fra i più importanti Presidenti dell'Accademia di San Luca, si possono ricordare:
- Gaspare Landi, 1817-1820
- Alessandro Massimiliano Laboureur, 1820-1822
- Girolamo Scaccia,	1823
- Vincenzo Camuccini, 1826
- Bertel Thorvaldsen, 1827-1828
- Giulio Camporese, 1829
- Andrea Pozzi, 1830-1831
- Antonio D'Este, 1832
- Tommaso Minardi, 1837
- Clemente Folchi, 1841-1843
- Luigi Poletti, 1849-1853
- Filippo Agricola,	1854-1855
- Virginio Vespignani, 1870, 1876-1877
- Nicola Consoni, 1878, 1883
- Andrea Busiri Vici 1886, 1887
- Roberto Bompiani, 1898
- Stefano Galletti,	1899, 1900

## Critiche e aspetti controversi
Nel febbraio del 2009 un'inchiesta del settimanale l'Espresso ha riferito di una serie di questioni connesse con la gestione dell'Accademia, denunciando in particolare che dalla biblioteca sarebbero sparite alcune opere, fra cui alcuni disegni di Jacopo Palma il Giovane e diversi libri antichi di proprietà del Comune di Roma.
Inoltre l'inchiesta ha puntato il dito contro la gestione definita "familista" da parte del segretario generale Giorgio Ciucci e della soprintendente Angela Cipriani del patrimonio immobiliare dell'Accademia e contro alcuni presunti sprechi delle sovvenzioni pubbliche.
L'Accademia Nazionale di San Luca ha inviato al settimanale, tramite l'Accademico Prof. Avv. Fabrizio Lemme, una lettera di precisazioni e smentite sulle sparizioni di libri e disegni, sulla gestione del patrimonio immobiliare e sui presunti sprechi delle sovvenzioni pubbliche. In attesa di far luce sulla faccenda, la responsabile dell'Archivio Storico e Soprintendente della Galleria Angela Cipriani si è dimessa dagli incarichi.